# Trashed, Lost & Strungout
Trashed, Lost & Strungout er en EP fra det finske metalband Children of Bodom der blev udgivet i 2004 gennem Spinefarm Records. Til forskel fra de fleste EPer var denne udgivet på CD og DVD. CDen indeholder tre andre sangen og DVDen indeholder singlen og ni andre sange. Nummeret har også været med på Children of Bodoms nyeste album Are You Dead Yet?. 

## Numre (single)
1. "Trashed, Lost & Strungout" – 4:02
2. "She Is Beautiful (Andrew W.K. cover)" – 3:26

## Numre (EP)
1. "Trashed, Lost & Strungout" – 4:02
2. "Knuckleduster" – 3:29
3. "Bed of Nails (Alice Cooper cover)" – 3:56
4. "She Is Beautiful (Andrew W.K. cover)" – 3:26

Den forbedrede indeholder
1. "Trashed, Lost & Strungout" Video
2. "Trashed And Lost In Helsinki – Children Of Bodoms Night Out" Video

## Numre (DVD)
1. "Trashed, Lost & Strungout" Musikvideo
2. "Knuckleduster"
3. "Bed Of Nails (Alice Cooper cover)"
4. "She Is Beautiful (Andrew W.K. cover)"
5. Andrew W.K. Greets Children of Bodom
6. "Angels Don't Kill (Remix)"
7. "Trashed And Lost In Helsinki – Children Of Bodom's Night Out"
8. "Sixpounder" Musikvideo
9. "Downfall" live ved Tuska
10. "Everytime I Die" live ved Tuska

## Musikere
- Alexi Laiho – Lead Guitar og Vokal
- Roope Latvala – Rytmeguitar
- Janne Wirman – Keyboard
- Henkka Seppälä – Bas og bagvokal
- Jaska Raatikainen – Trommer